# Plateumaris akiensis
Plateumaris akiensis là một loài bọ cánh cứng trong họ Chrysomelidae. Loài này được Tominaga & Katsura miêu tả khoa học năm 1984.